# レオポルト1世 (オーストリア辺境伯)

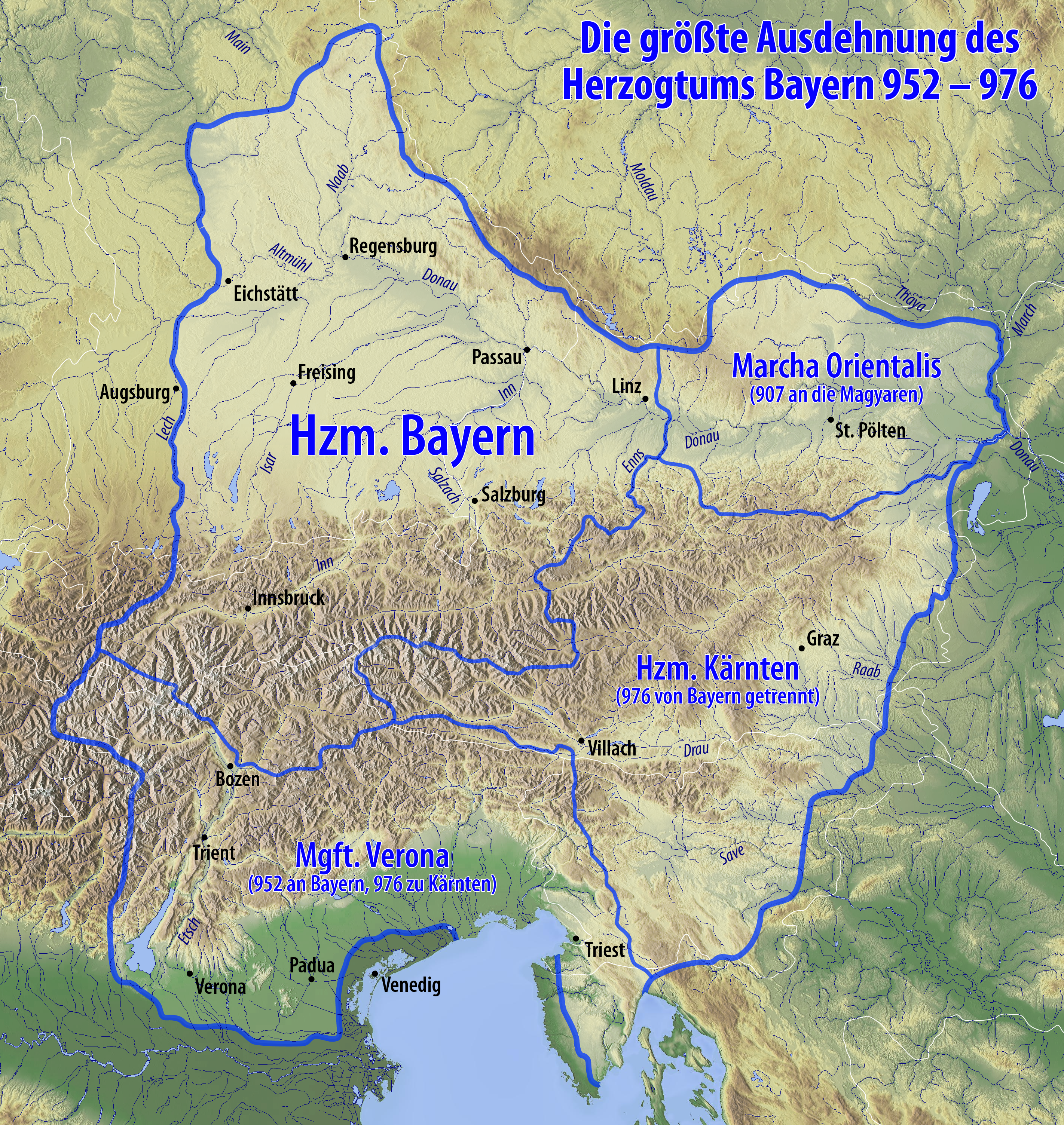
バイエルン公領とオーストリア、ケルンテンおよびヴェローナ辺境伯領

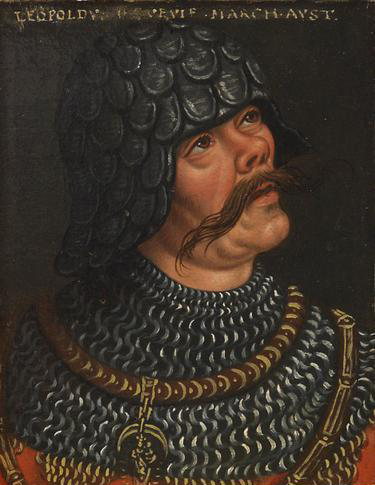
レオポルト1世（16世紀）

レオポルト1世（ドイツ語：Leopold I., 940年ごろ - 994年7月10日）あるいはルイトポルト（Luitpold）は、オーストリア辺境伯（在位：976年 - 994年）。レオポルト1世はオーストリアを1246年まで支配したバーベンベルク家の始祖である。貴顕伯（ドイツ語：der Erlauchte）といわれる。

## 生涯
レオポルト1世の出自については不明である。文献によると、レオポルトの父ベルトルトはバイエルン公領内のノルトガウ伯であったという。また、最近の研究では、レオポルトはバイエルン公アルヌルフの末息子または孫でベルトルト・フォン・シュヴァインフルト（ハインリヒ・フォン・シュヴァインフルトの父）の兄弟または甥であるとしている。レオポルトの先祖については不明であるものの、ルイトポルト家の出身である可能性が高い。
レオポルトについては、962年2月13日に皇帝オットー1世が発行した文書に、「ラティズボン近くのドナウガウの伯、トラウンガウの伯および皇帝の忠実な家臣Liupo」として最初に確認できる。955年のレヒフェルトの戦いにおいてオットー1世がマジャル人に勝利した後、オットー1世は征服した地に東方辺境伯領を再建し、弟バイエルン公ハインリヒ1世の妃ユーディト（バイエルン公アルヌルフの娘）の義兄弟であるブルクハルト（ユーディトの姉妹と結婚）にゆだねた。ブルクハルトがバイエルン公ハインリヒ2世のオットー2世に対する反乱に参加すると、976年にラティズボンで行われた帝国議会において廃位された。976年7月21日の特許状によると、忠実なレオポルトが東方辺境伯領（Marcha orientalis）の辺境伯に任ぜられ、その領地は後のオーストリア大公国の中核となった。
東部への再定住はドナウ川下流のペヒラルン要塞を中心にゆっくりと行われた。レオポルトの支配する辺境伯領は現在のヴァッハウ渓谷にあたる場所にあり、その東の境界はクレムス・アン・デア・ドナウの東にあるザンクト・ペルテンの近くのトライゼン川であった。マジャル人の脅威は955年の勝利以降小さくなり、レオポルトは領内の脅威と紛争から領地を守ることに専念した。984年、レオポルトはメルクで要塞の弱体化にとりかかったが、この要塞は依然として前の辺境伯の支持者が支配していたためである。レオポルトはメルクを確保した後はそこを居城とし、のちにそこには21名の教区司祭のために修道院が創建された。レオポルトは987年までに辺境伯領の東の境界をヴィーナーヴァルト山脈まで拡げ、991年までに復位したバイエルン公ハインリヒ2世とともにフィーシャ川の下流まで拡げた。
994年、レオポルトはいとこハインリヒ・フォン・シュヴァインフルトとヴュルツブルク司教ベルンヴァルト・フォン・ローテンブルクの間の論争を仲裁するためにヴュルツブルクに向かった。司教ベルンヴァルトの騎士の一人がハインリヒにより捕縛され失明されていた。7月8日に行われたトーナメントで、ハインリヒに向けられた矢がレオポルトの目に刺さり、2日後の994年7月10日にレオポルトはその傷がもとで死去した。レオポルトはヴュルツブルクに埋葬された。1015年、息子シュヴァーベン公エルンスト1世がレオポルトの隣に埋葬された。13世紀にレオポルトはメルク修道院に改葬された。

## 文献における記述
レオポルトは再建された東方辺境伯領を18年間支配した。レオポルトは優れた力量により辺境伯領を拡大させ構築し、「秩序ある文明化された地」となった辺境伯を残した。年代記編者のメルゼブルクのティートマールは、そのすべての行動と立派な気質において、レオポルトより優れた人物はいない、と記している。レオポルトの生涯および評判に対する最高の証拠は、おそらく皇帝オットー3世がレオポルトの死後すぐに彼の息子ハインリヒ1世に辺境伯領を委ねたことからわかるであろう。
レオポルトについては、子孫であるフライジング司教オットーが著した「バーベンベルク年代記」には記述がない（レオポルトの息子アーダルベルトから記述が始まっている）が、今日ではバーベンベルク家の始祖として知られている。フライジング司教オットーが記載する、10世紀初頭のバーベンベルク家の反乱で知られているフランケン系バーベンベルク家につながるという説については、証明されていないが、完全に否定することもできない。
1976年のレオポルトが辺境伯に任命されてからちょうど千年目の記念日は、「オーストリアの千年」として祝われた。同名の祝賀は、その20年後にも996年に初めて文献上にオーストリアの古ドイツ語名である「Ostarrîchi」が確認されたことを祝って行われた。

## 結婚と子女
レオポルトはズアラフェルトガウ伯エルンスト4世の娘で、おそらくケルンテン公アダルベロの叔母にあたると思われるリヒャルディスと結婚した。この結婚からは以下の8人の子女が生まれた。
- ハインリヒ1世（1018年没） - オーストリア辺境伯（994年 - 1018年）[14]
- ユーディト
- エルンスト1世（1015年没） - シュヴァーベン公（1012年 - 1015年）[14]
- アーダルベルト（985年 - 1055年） - オーストリア辺境伯（1018年 - 1055年）[14]
- ポッポ（986年 - 1047年） - トリーア大司教（1016年 - 1047年）[14]
- クニグンダ
- ヘンマ - ディーセン伯ラポト3世（ラポト家（ドイツ語版））と結婚
- クリスティナ - トリーアの修道女